# Лангельсгайм
Лангельсгайм (нім. Langelsheim) — місто в Німеччині, розташоване в землі Нижня Саксонія. Входить до складу району Гослар.
Площа — 48,72 км2. Населення становить 11245 осіб (станом на 31 грудня 2020).